# 环游世界八十天 (1956年电影)
《环游世界八十天》（英語：Around the World in 80 Days，或作）是一部1956年的美國冒险電影，改編自法國作家儒勒·凡爾納（Jules Verne）的同名小說。由大卫·尼文与莫萊諾·馬里奧(Cantinflas)主演。 本片荣获的奥斯卡奖包括：奥斯卡最佳影片奖、奥斯卡最佳摄影奖、奥斯卡最佳改编剧本奖、奥斯卡最佳剪辑奖、奥斯卡最佳原创配乐奖。

## 剧情
1872年，福特在倫敦俱乐部与几位好友打赌他可以在80天环游世界一周，第二天福特與男仆开始环游世界，途中福特被误认为银行搶匪，遭受警察追捕，最後福特完成环游世界八十天的壮举。

## 制作

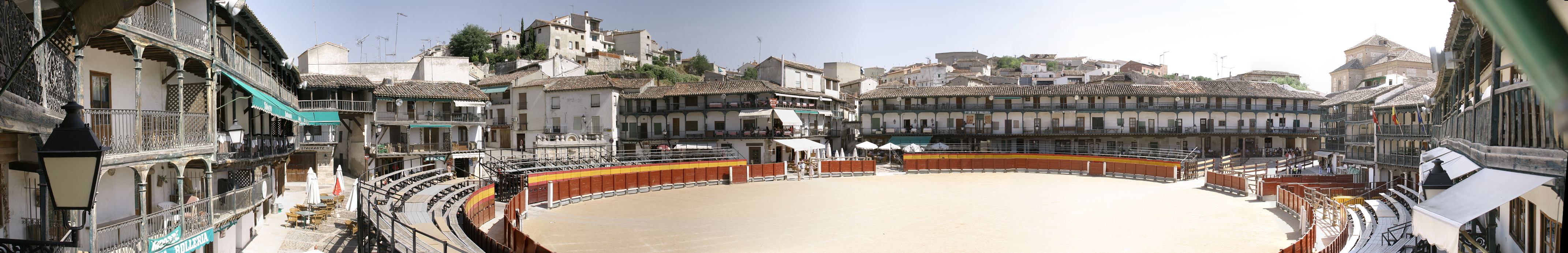
剧中设置的斗牛场